# Акімова Олександра Федорівна
Олекса́ндра Фе́дорівна Акі́мова (рос. Александра Фёдоровна Акимова; 5 травня 1922 — 29 грудня 2012) — радянська військова льотчиця, в роки Другої світової війни — штурман ескадрильї 46-го гвардійського нічного бомбардувального авіаційного полку, гвардії старший лейтенант. Герой Російської Федерації (1994).

## Життєпис
Народилася у селі Петрушино, нині Скопінського району Рязанської області Росії, в селянській родині. Росіянка. З 1930 року мешкала в селі Чернава Мстиславського району Московської (з 1937 року — Рязанської) області. У 1939 році з відзнакою закінчила середню школу і була залишена при школі вчителем. У 1940 році вступила на історичний факультет Московського державного педагогічного інституту.
З початком німецько-радянської війни подала заяву з проханням направити на фронт, проте була направлена на будівництво оборонних укріплень.
До лав РСЧА призвана по мобілізації ЦК ВЛКСМ у жовтні 1941 року. У лютому 1942 року закінчила прискорені курси штурманів при Енгельській військовій авіаційній школі льотчиків. У діючій армії — з 27 травня 1942 року: механік авіаційного озброєння, майстер з авіаційного озброєння 588-го нічного бомбардувального авіаційного полку. У березні 1943 року переведена до льотного складу полку: спочатку — стрілець-бомбардир, а з квітня того ж року — штурман авіаційної ланки. З жовтня 1943 року і до кінція війни — штурман ескадрильї 46-го гвардійського нічного бомбардувального авіаційного полку. Воювала на Південному, Закавказькому, Північно-Кавказькому, 2-у Білоруському фронтах.
У грудні 1945 року звільнена в запас. Продовживши навчання, у 1948 році закінчила історичний факультет Московського державного педагогічного інституту. У 1953 році закінчила аспірантуру при цьому ж інституті, 30 липня 1953 року присвоєно науковий ступінь кандидат історичних наук.
З 1952 року і до виходу на пенсію у 1992 році працювала в Московському авіаційному інституті: асистент, з 1953 року — старший викладач кафедри історії КПРС, з 1960 року — доцент.

## Нагороди
Указом Президента Російської Федерації від 31 грудня 1994 року «за мужність і героїзм, виявлені в боротьбі з німецько-фашистськими загарбниками у Великій Вітчизняній війні 1941—1945 років», гвардії старшому лейтенантові у відставці Акімовій Олександрі Федорівні присвоєне звання Героя Російської Федерації (№ 103).
Також нагороджена орденами Леніна (15.05.1946), Червоного Прапора (26.04.1944), Вітчизняної війни 1-го (22.02.1945) та двічі (15.06.1945, 11.03.1985) 2-го ступенів, Червоної Зірки (22.10.1943) і медалями.

## Вшанування пам'яті
У Москві, на фасаді будинку, в якому проживала О. Ф. Акімова, встановлена меморіальна дошка.